# Hybride F1

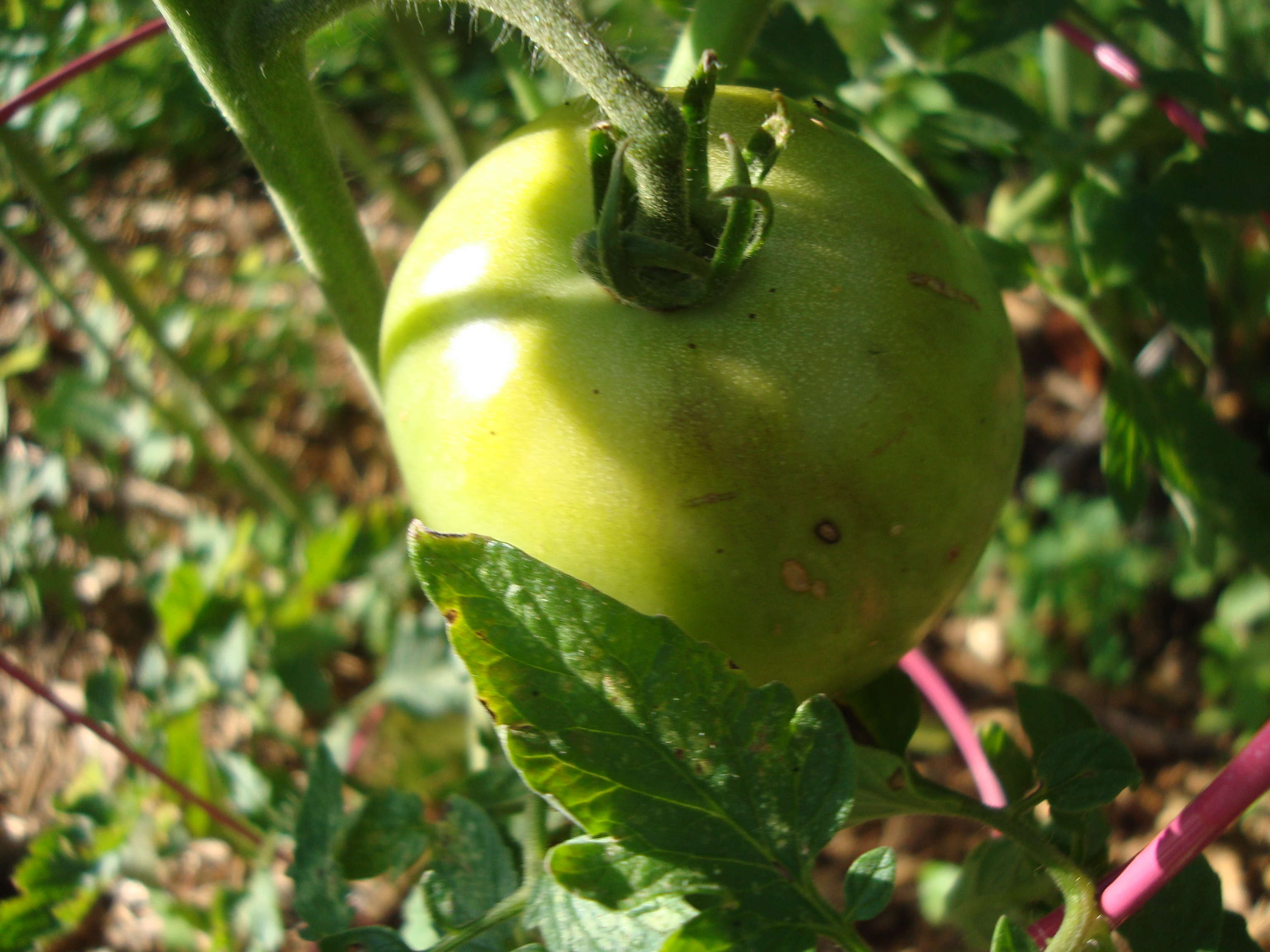
Un cultivar hybride F1 : Solanum lycopersicum 'Lemon Boy'

Un hybride F1 (en réalité le plus souvent métis F1 car issus de deux lignées d'une même espèce) est la première génération d'un croisement, animal ou végétal, entre deux variétés distinctes ou races de lignées pures (homozygotes pour certains gènes d'intérêt). La variété ainsi créée bénéficie de la "vigueur hybride" nommée hétérosis.

## Historique
Le concept de variété hybride F1 a été inventé par Shull en 1908. Il part du constat que les méthodes de création de variété lignées pures utilisées chez les céréales ne pouvaient pas être appliquées au maïs, du fait d'une trop forte dépression de consanguinité. Shull a alors l'idée de croiser entre elles des lignées pures pour reproduire à l'identique un génotype intéressant d'un point de vue agronomique.

## L'avantage hybride
Dans le cadre d'un programme de sélection, les hybrides sont supérieurs aux lignées à cause de plusieurs mécanismes génétiques :
- le premier facteur est la superdominance : un hybride possède deux allèles différents du même gène (hétérozygotie), cette combinaison peut être supérieure à deux allèles identiques (homozygotie). Par exemple, les deux allèles permettent de produire deux versions d'une même enzyme légèrement différentes, ces deux enzymes ayant un optimum thermique complémentaire ; la plante pourra s'adapter à une gamme de températures plus large. Autre exemple : les deux allèles du même gène de structure permettent un meilleur équilibre entre la production d'organes somatiques (tiges, feuilles, racines) et reproducteurs (fleurs donc graines) ;
- le second facteur est la vitesse de sélection : combiner deux lignées qui possèdent des gènes complémentaires est beaucoup plus rapide que regrouper l'ensemble de ces gènes dans une même lignée. Même si on fait abstraction de la superdominance, la sélection des lignées serait moins performante pendant plusieurs centaines de générations.

La création de variétés commerciales d'hybrides F1 nécessite un important travail de sélection préalable de lignées pures dans des populations différentes, puis des tests de croisements de ces lignées pures. Pour bénéficier d'un effet d'hétérosis maximum, il faut que ces lignées soient très différentes (en croisant des pools génétiques différents, comme des origines géographiques autrefois isolées), en outre, il faut pouvoir y introduire les caractères recherchés, donc disposer de ce que les généticiens appellent un « réservoir de variabilité ». Les hybrides contribuent à l'uniformisation du champ cultivé, un champ cultivé avec un hybride contient moins de diversité génétique qu'un champ cultivé avec une variété population. Cependant, cette perte de diversité au niveau du champ d'un agriculteur est plus ou moins compensée au niveau de l'ensemble des champs d'une région par la culture d'hybrides différents, d'obtenteurs différents. De plus aujourd'hui, la durée de vie d'une variété moderne est courte, alors qu'autrefois, les variétés-populations cultivées dans une région, en nombre limité, étaient pratiquement toujours les mêmes, du fait d'évolutions génétiques très lentes. Il y a donc aujourd'hui une diversité génétique dans le temps qui s'ajoute à la diversité entre champs. Enfin, la sélection a accumulé dans un même génotype des gènes d'adaptation à différents milieux, qui avec les variétés-populations étaient dispersés dans différents individus, ce qui permet de concilier stabilité de rendement et productivité.
L'amélioration des hybrides repose sur les réserves génétiques de l'espèce cultivée et de ses apparentés sauvages. Les semenciers possèdent et entretiennent des réserves génétiques contenant des millions d'individus distincts.

## Utilisation
Le rendement potentiel des hybrides est généralement supérieur à celui des anciennes variétés. Les plantes hybrides possèdent des ressources génétiques supérieures qui permettent généralement une croissance plus rapide et un meilleur rendement, même en conditions difficiles, par rapport à des lignées ou des populations. De nombreux essais et études ont prouvé la supériorité des hybrides sur les populations et les lignées, quelles que soient les conditions. L'effet hybride est surtout important chez les plantes allogames (tournesol, maïs) et diploïdes. Chez les plantes polyploïdes et autogames (blé, pomme de terre, luzerne), l'effet est plus limité : la polyploïdie rend l'hybridation plus complexe et les ressources génétiques de ces plantes sont plus importantes.
Les variétés hybrides sont principalement cultivées dans les pays ayant une agriculture moderne, car les agriculteurs y sont mieux à même d'exploiter le potentiel de ces plantes, que ce soit dans des systèmes intensifs ou extensifs. Toutefois l'utilisation d'hybrides dans les pays pauvres est également courante, pour peu que les paysans aient accès à des semences à des prix abordables. L'introduction d'hybrides de maïs au Malawi a permis un doublement de la production agricole en moins de cinq ans. La mécanisation est facilitée, car les plantes sont très homogènes (première loi de Mendel). Les hybrides, combinant des caractères sélectionnés dans les deux lignées pures parentales, apportent aussi d'autres caractères intéressants pour les producteurs, par exemple des résistances à différentes maladies ou à des insectes ravageurs, mais aussi un plus grand éventail de précocité, l'enrichissement des grains en lipides ou en protéines, etc.

## Limites des semences hybrides
À moins de vouloir stabiliser la variété, il n'est pas intéressant de ressemer les graines issues de la reproduction des variétés hybrides F1, qu'elles résultent d'allogamie ou d'autogamie. En effet, il y a ségrégation des caractères lors de la reproduction des individus de la génération F1 en vertu de la deuxième loi de Mendel, ce qui mène à une génération F2 très hétérogène et ayant perdu l'hétérosis.  Pour l'agriculteur, il est préférable de racheter des nouvelles semences F1 chaque année.
Depuis les années 80, des recherches sont en cours au CIMMYT, en collaboration avec l'IRD, pour produire du maïs apomictique qui permettrait la reproduction des semences à l'identique. L'objectif de cette recherche est de permettre la réutilisation des semences d'une génération à l'autre, tout en conservant les traits agronomiques sélectionnés. En contrepartie, l'absence de renouvellement génétique par reproduction sexuée empêche le développement de nouveaux caractères.

## Controverse
La généralisation de l'emploi des hybrides F1, à l'exclusion d'autres approches, en agriculture intensive est contestée par des mouvements écologistes, paysans et par des scientifiques,. En effet :
- n'étant pas homozygotes, les plantes F1 ne peuvent pas s'auto-répliquer parfaitement, les graines produites par des plantes hybrides F1 sont des hybrides F2. Une fois ces plantes semées, leurs caractères divergent[13] : des gènes de résistance aux maladies et favorisant le rendement sont dispersés dans leur descendance, la maturité et la qualité deviennent hétérogènes. Une partie de la vigueur hybride est perdue à chaque génération ultérieure [14]. Il est de ce fait moins intéressant d'utiliser de telles semences ;
- s'ils choisissent des variétés hybrides, cela oblige les agriculteurs à racheter tous les ans leurs semences auprès des entreprises de production de semences[15] ;
- dans certains pays comme l'Inde et en Afrique, ce système est accusé de provoquer parfois des famines, en particulier en cas d'aléas climatiques, les paysans n'ayant alors plus de quoi racheter les graines[16]. Cette controverse a été initiée par Vandana Shiva[17], mais est contestée[18].

## Stérilité mâle
Un moyen pour faciliter l'obtention d'hybrides F1 provenant du croisement de deux lignées pures est d'utiliser des variétés mâles-stériles, ce qui empêche l'autopollinisation.